# Actiniidae
Famille
Les Actiniidae sont la plus importante des familles d'anémones de mer, qui rassemble la majorité des espèces communément rencontrées dans les mers côtières tempérées. La plupart ne présentent pas de symbiose avec d'autres organismes, une exception remarquable étant Entacmaea quadricolor. La systématique de la famille est particulièrement difficile.

## Liste des genres
Selon World Register of Marine Species (11 décembre 2014) :
- genre Actinia Linnaeus, 1767

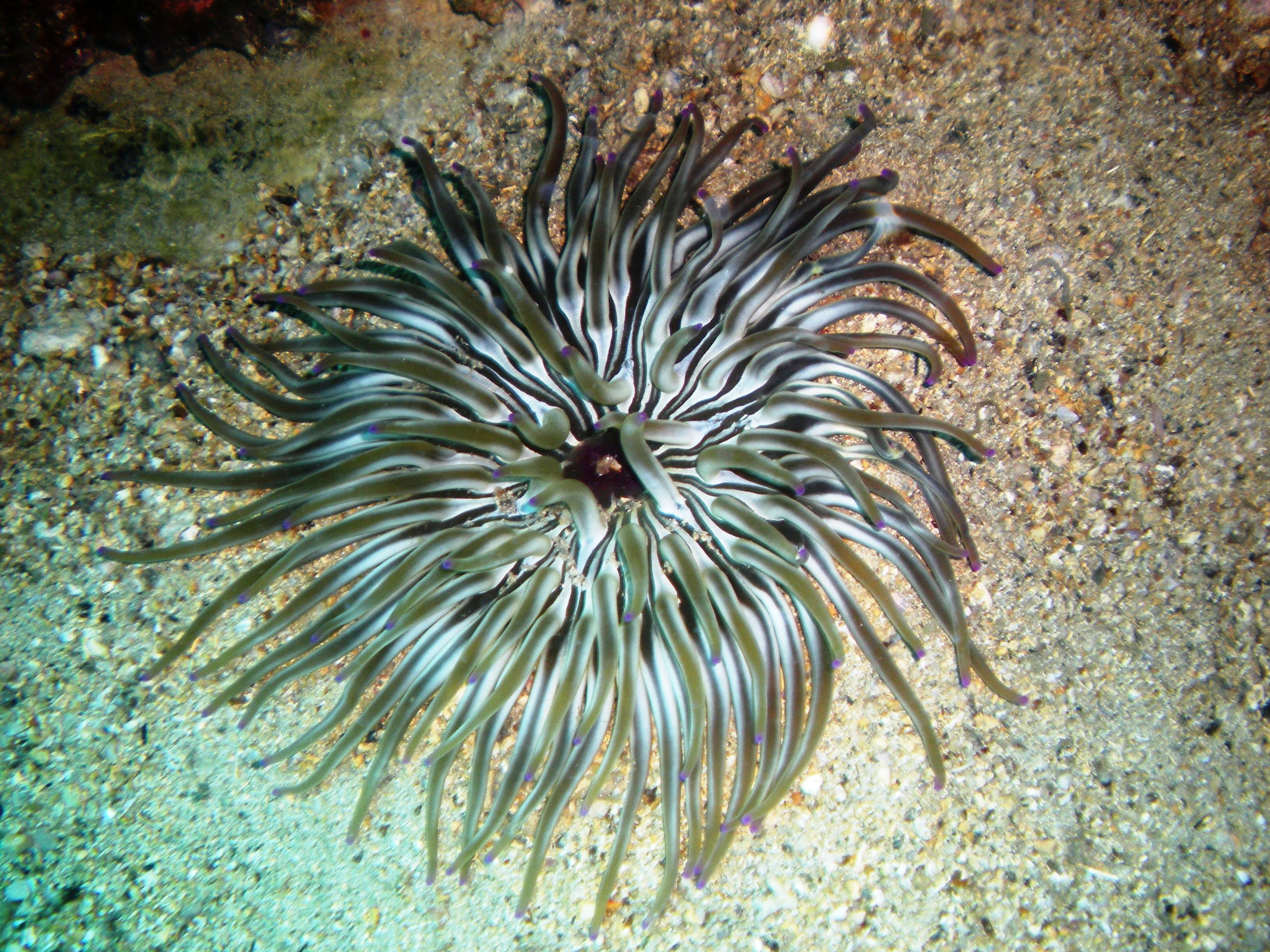
Condylactis aurantiaca

- genre Actinioides Haddon & Shackleton, 1893
- genre Actinopsis
- genre Actinostella
- genre Anemonia Risso, 1826
- genre Antheopsis Simon, 1892
- genre Anthopleura Duchassaing de Fonbressin & Michelotti, 1860
- genre Anthostella Carlgren, 1938
- genre Asteractis Verrill, 1869
- genre Aulactinia Agassiz in Verrill, 1864
- genre Bolocera Gosse, 1860
- genre Boloceropsis McMurrich, 1904
- genre Bunodactis Verrill, 1899
- genre Bunodosoma Verrill, 1899
- genre Cancrisocia
- genre Cladactella Verrill, 1928
- genre Cnidopus Carlgren, 1934
- genre Condylactis Duchassaing de Fonbressin & Michelotti, 1864
- genre Cribrina Hemprich & Ehrenberg in Ehrenberg, 1834
- genre Cribrinopsis Carlgren, 1922
- genre Cystiactis
- genre Diplactis McMurrich, 1889
- genre Dofleinia Wassilieff, 1908
- genre Entacmaea Ehrenberg, 1834
- genre Epiactis Verrill, 1869
- genre Evactis Verrill, 1869
- genre Glyphoperidium Roule, 1909
- genre Gyractis Boveri, 1893
- genre Gyrostoma Kwietniewski, 1898
- genre Isactinia Carlgren, 1900
- genre Isanemonia Carlgren, 1950
- genre Isantheopsis Carlgren, 1942
- genre Isoaulactinia Belém, Herrera & Schlenz, 1996
- genre Isocradactis Carlgren, 1924
- genre Isosicyonis Carlgren, 1927
- genre Isotealia Carlgren, 1899
- genre Isoulactis
- genre Korsaranthus Riemann-Zürneck, 1999
- genre Leiotealia
- genre Leipsiceras Stephenson, 1918
- genre Macrodactyla Haddon, 1898
- genre Mesactinia England, 1987
- genre Myonanthus McMurrich, 1893
- genre Neocondylactis England, 1987
- genre Neoparacondylactis Zamponi, 1974
- genre Onubactis Lopez-Gonzalez, den Hartog & Garcia-Gomez, 1995
- genre Oulactis Milne Edwards & Haime, 1851
- genre Parabunodactis Carlgren, 1928
- genre Paracondylactis Carlgren, 1934
- genre Paractis Milne-Edwards & Haime, 1851
- genre Paranemonia Carlgren, 1900
- genre Parantheopsis McMurrich, 1904
- genre Paratealia Mathew & Kurian, 1979
- genre Phialoba Carlgren, 1949
- genre Phlyctenactis Stuckey, 1909
- genre Phlyctenanthus Carlgren, 1949
- genre Phyllactis Milne Edwards & Haime, 1851
- genre Phymactis Milne Edwards, 1857
- genre Phymanthea
- genre Pseudactinia Carlgren, 1928
- genre Saccactis
- genre Spheractis England, 1992
- genre Stylobates Dall, 1903
- genre Synantheopsis England, 1992
- genre Tealia Gosse, 1858
- genre Tealianthus Carlgren, 1927
- genre Urticina Ehrenberg, 1834
- genre Urticinopsis Carlgren, 1927

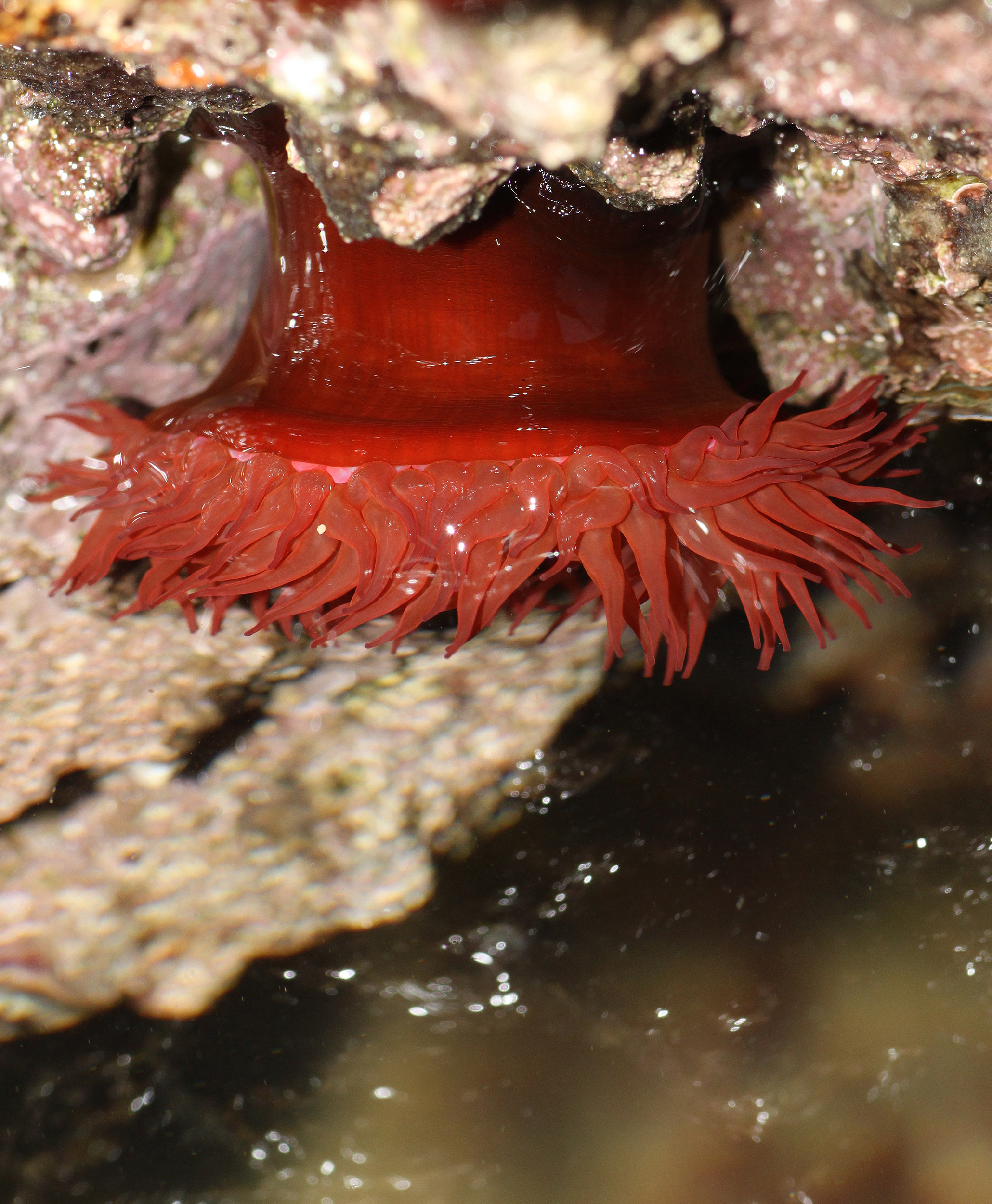
Actinia equina
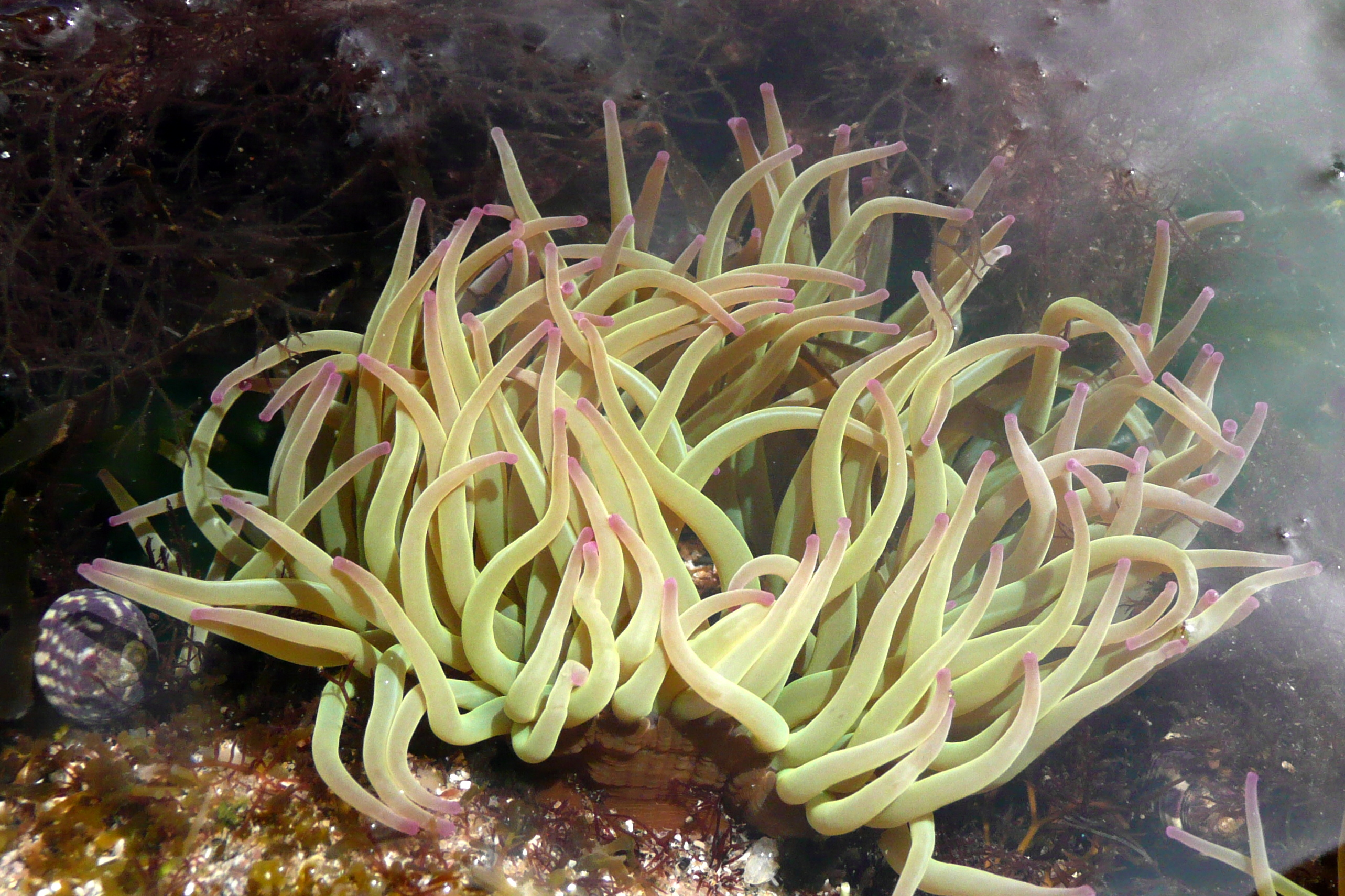
Anemonia viridis
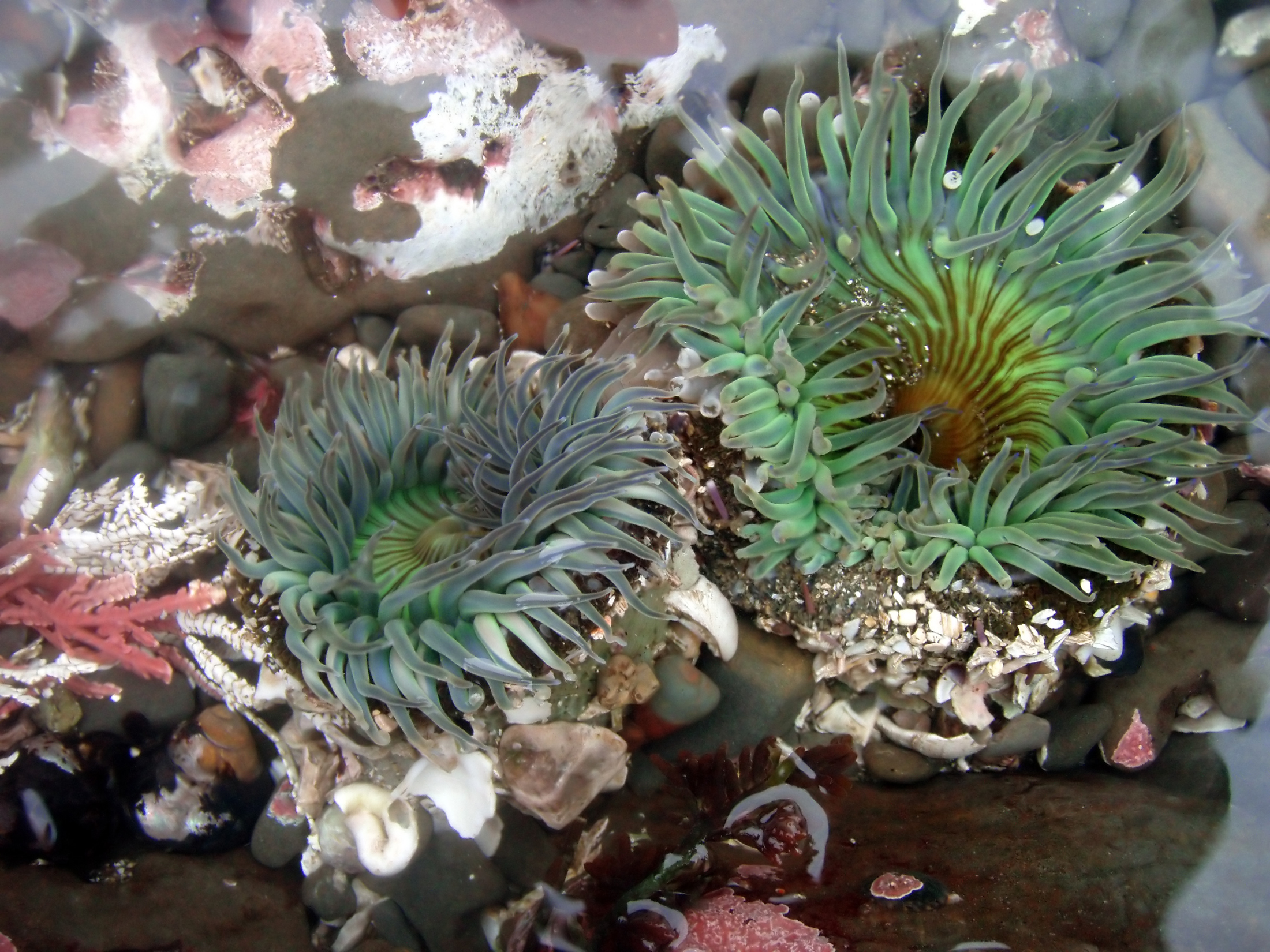
Anthopleura sola
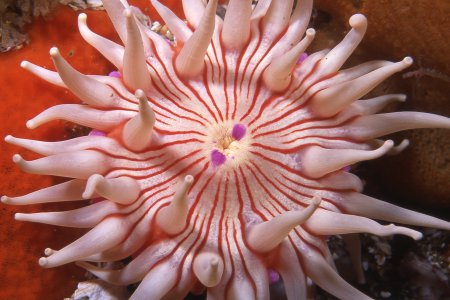
Anthostella stephensoni
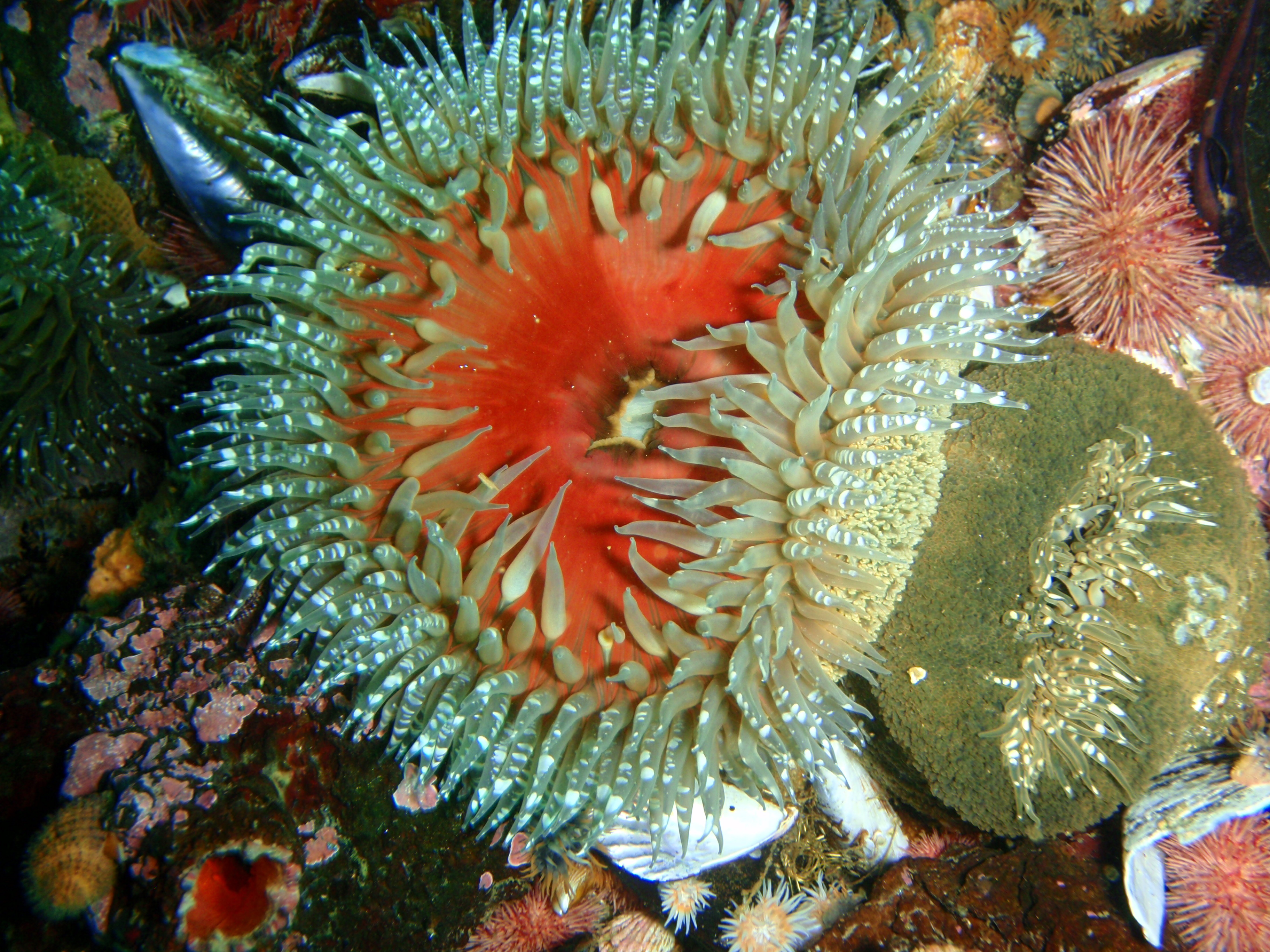
Bunodactis reynaudi
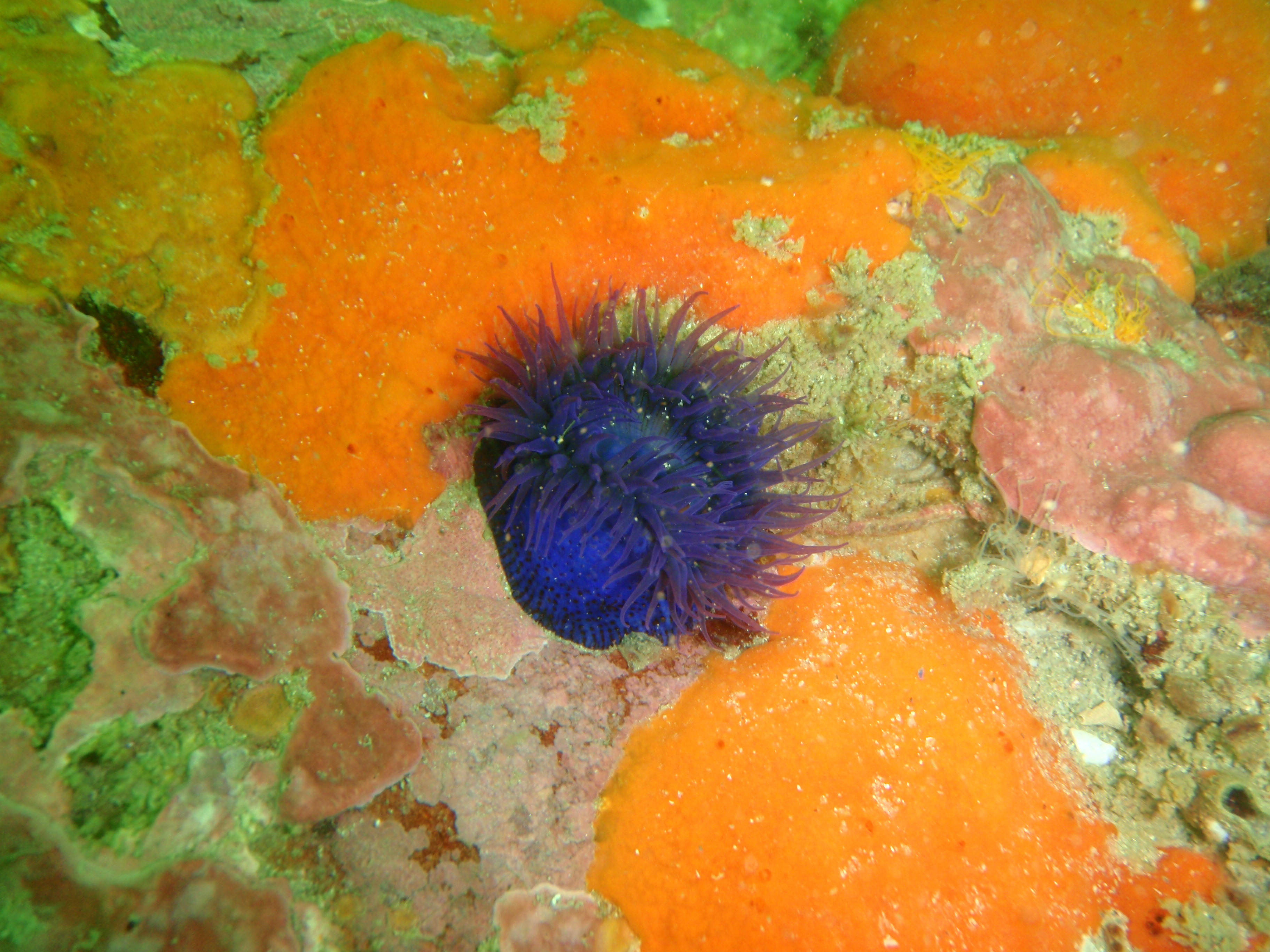
Bunodosoma capensis
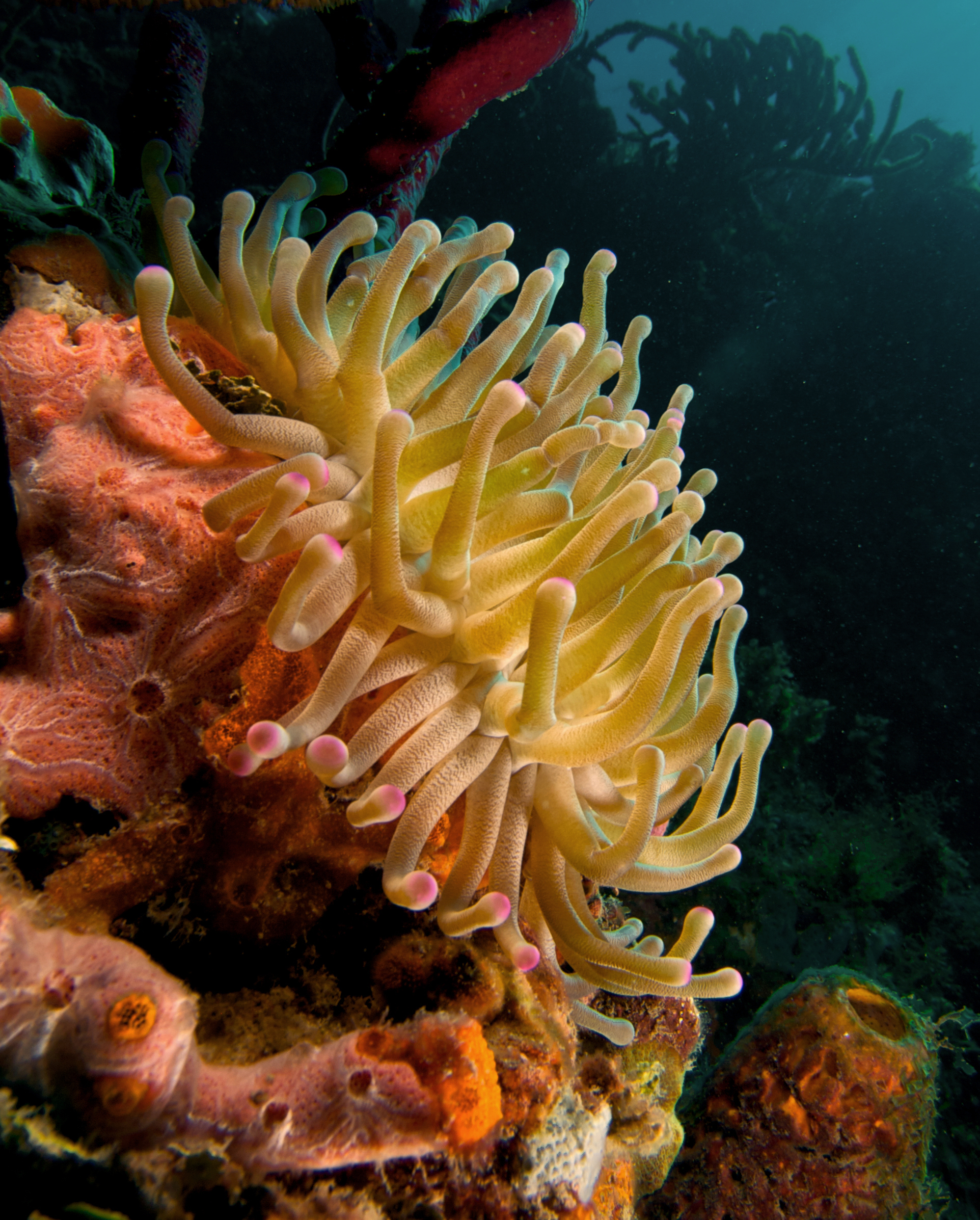
Condylactis gigantea
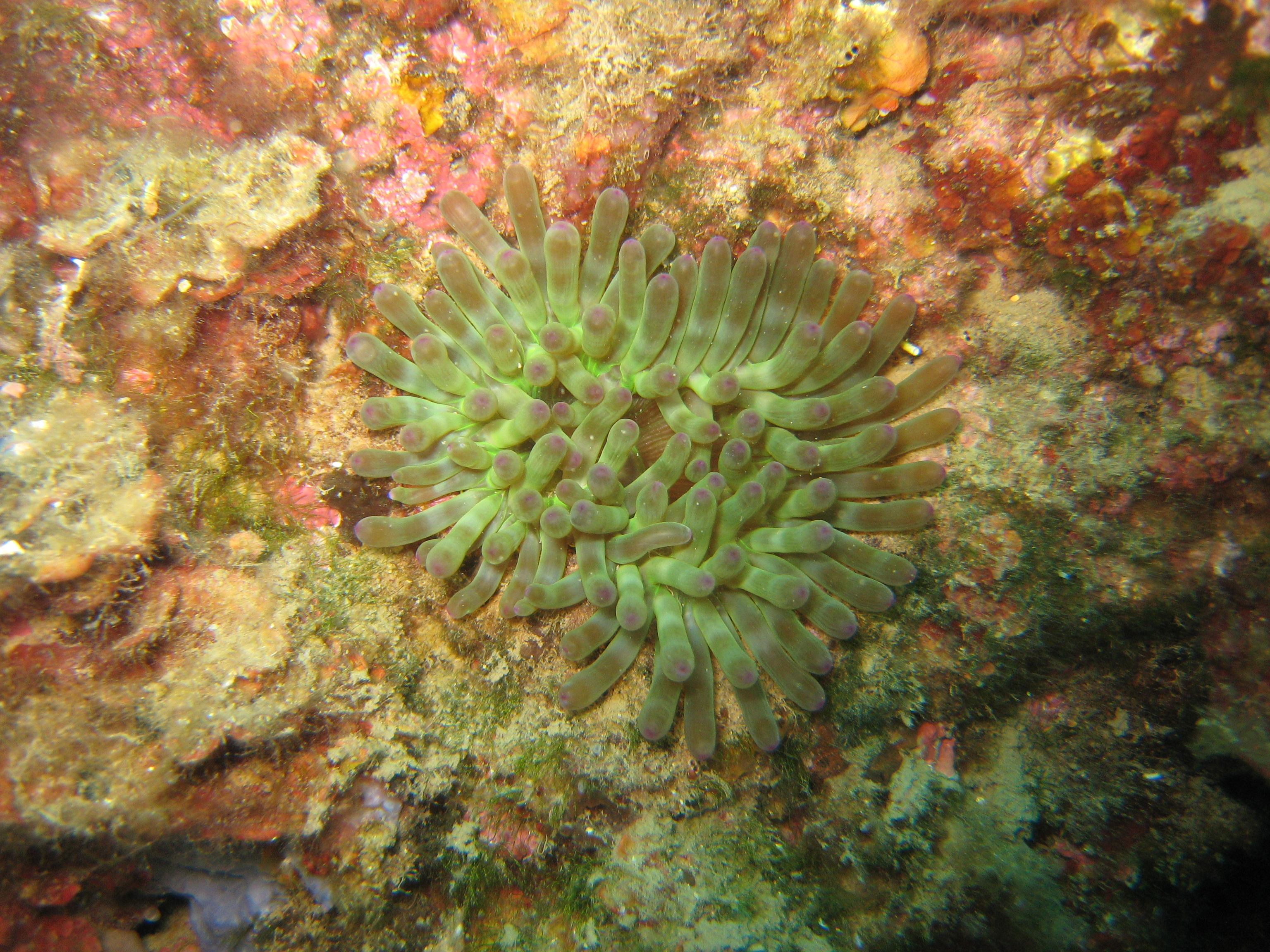
Cribrinopsis crassa
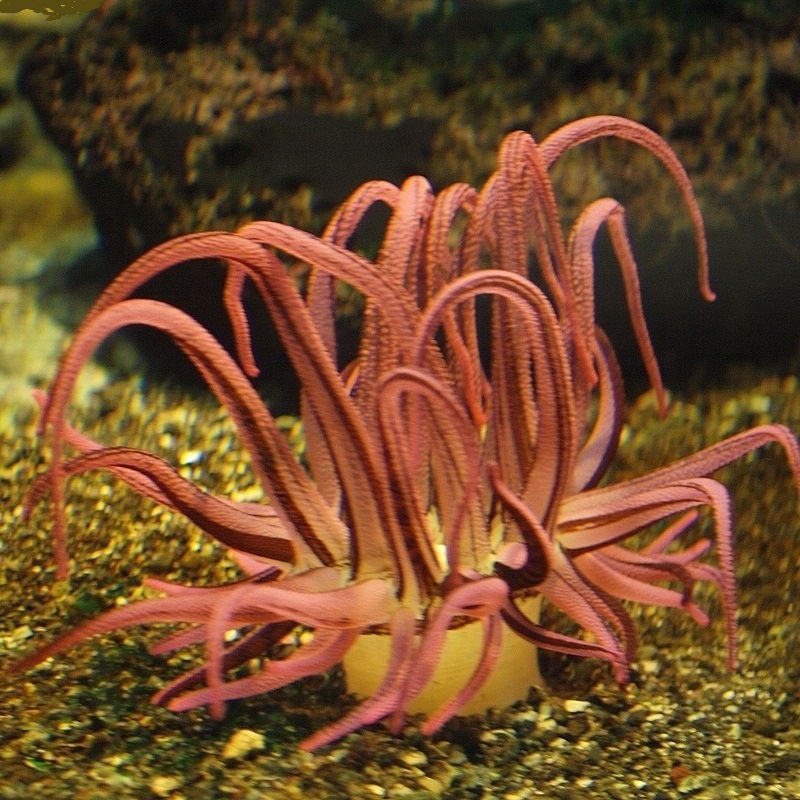
Dofleinia armata
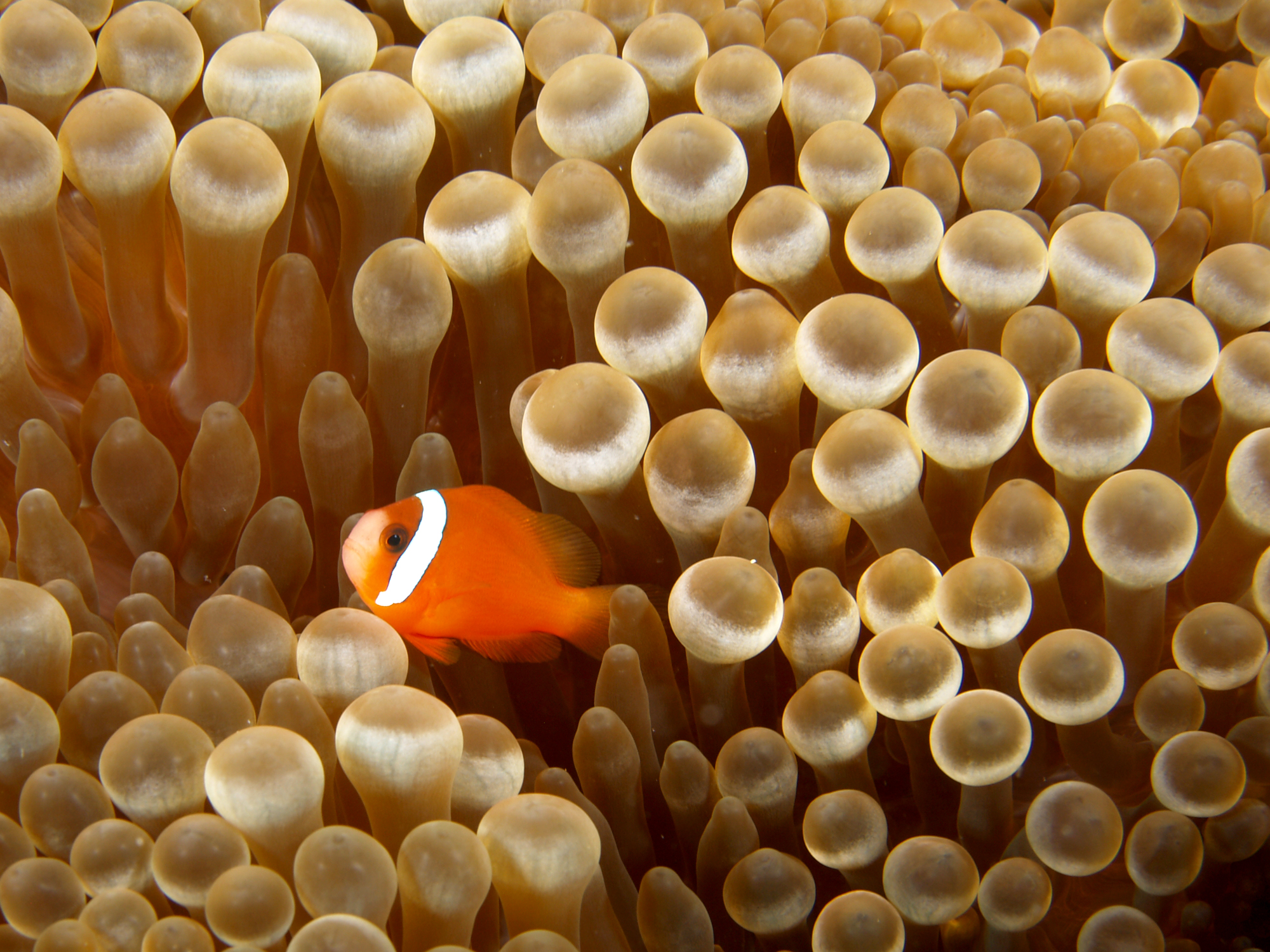
Entacmaea quadricolor
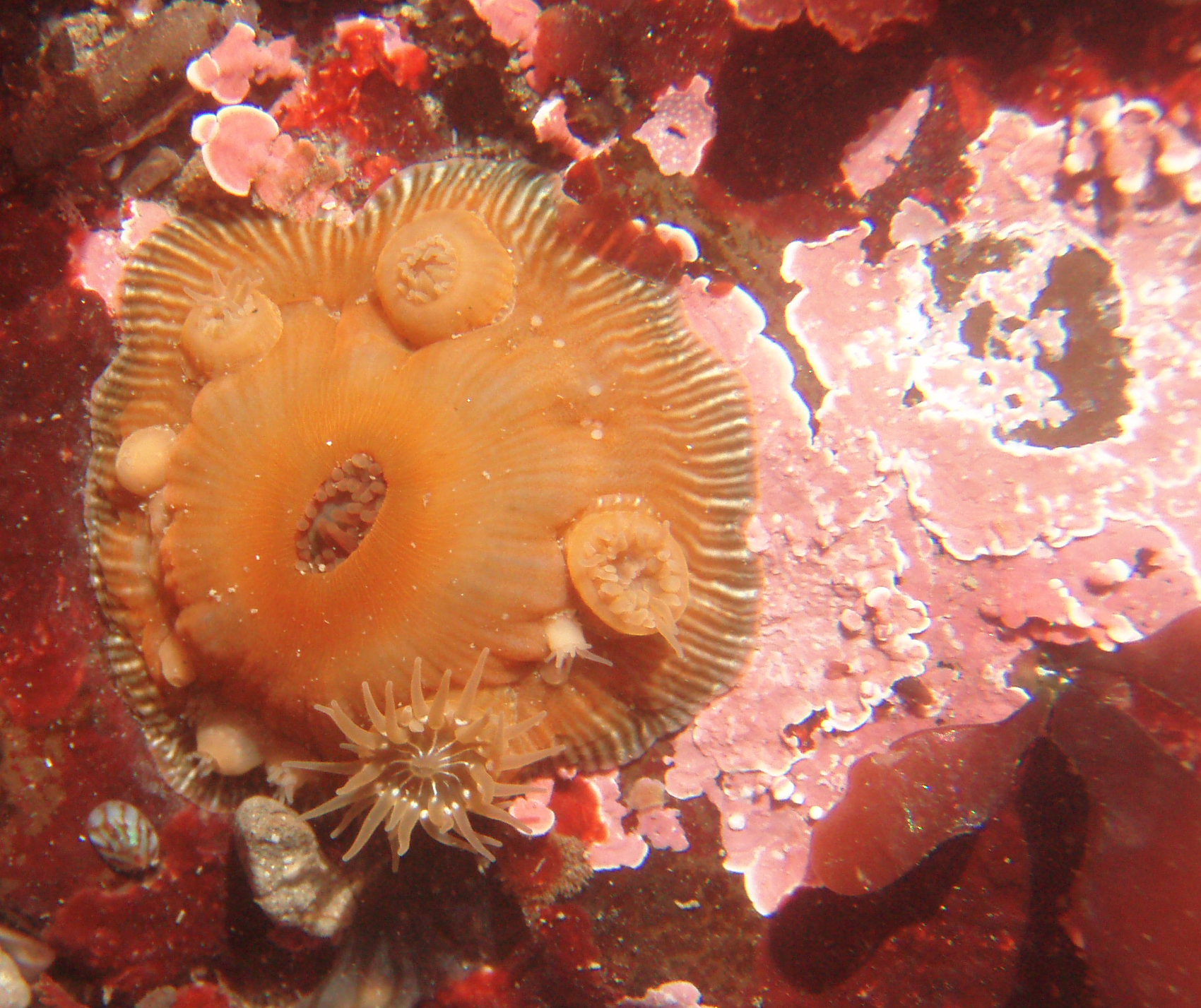
Epiactis prolifera
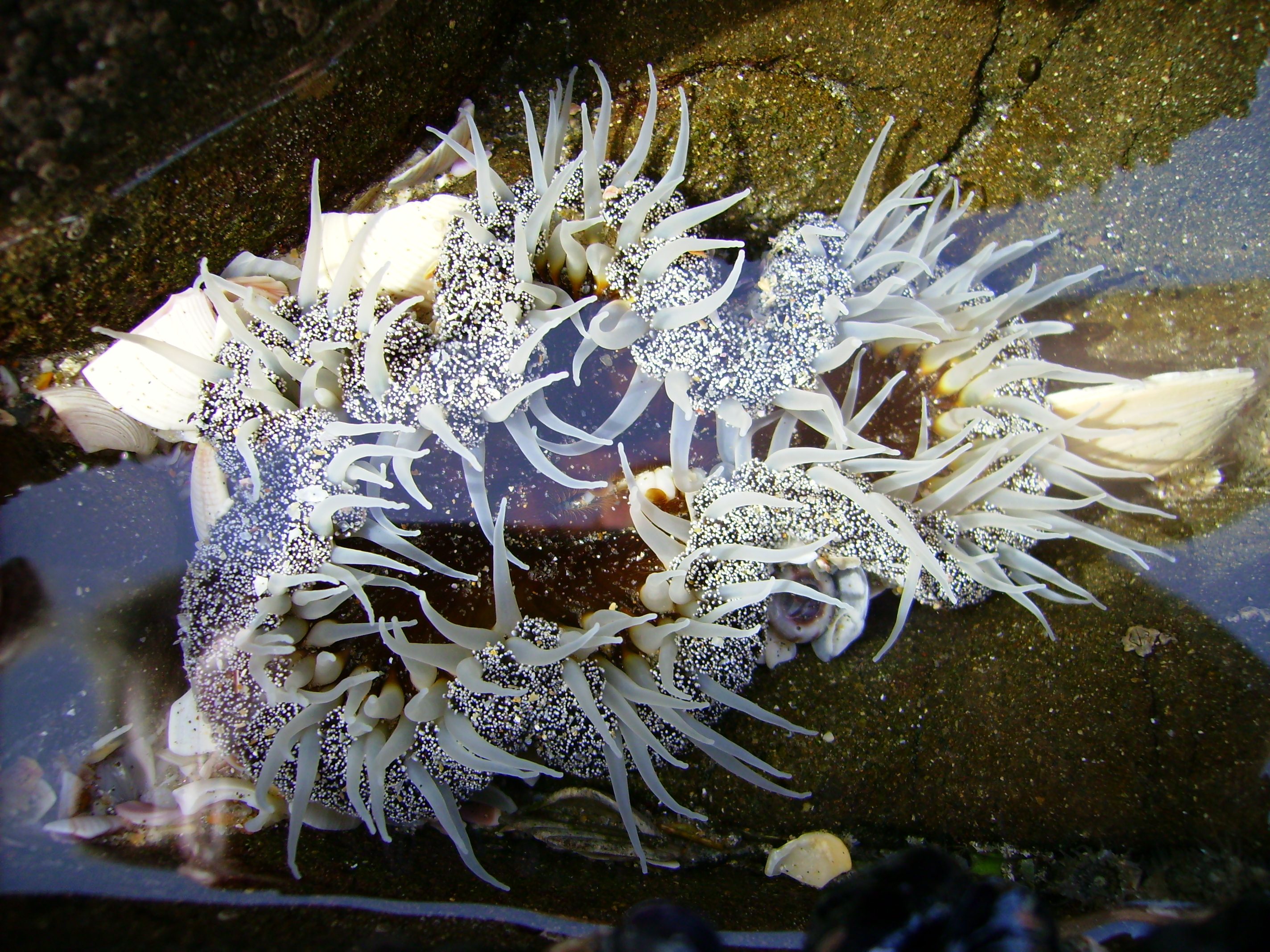
Isocradactis magna
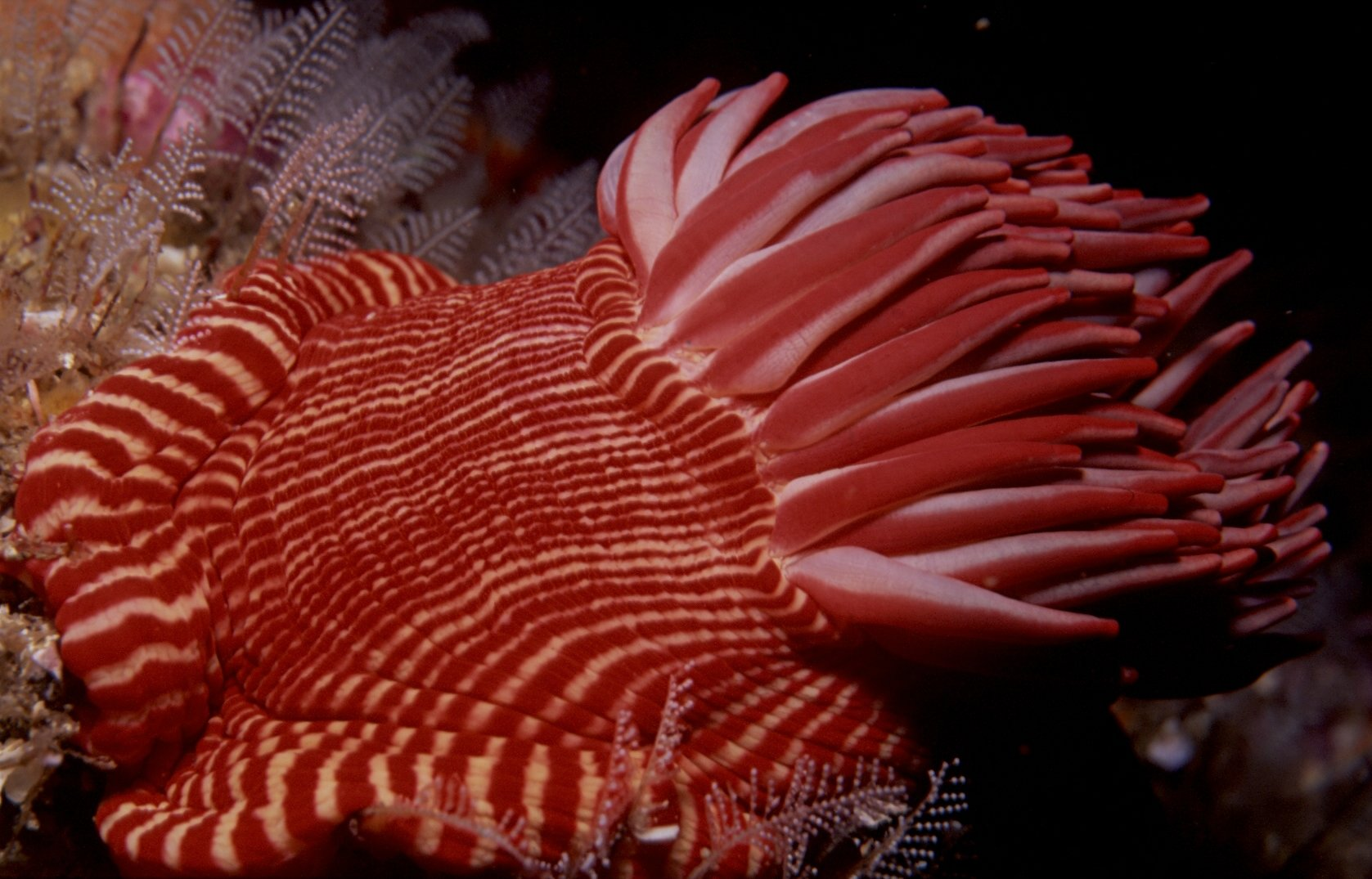
Korsaranthus natalensis
Macrodactyla doreensis
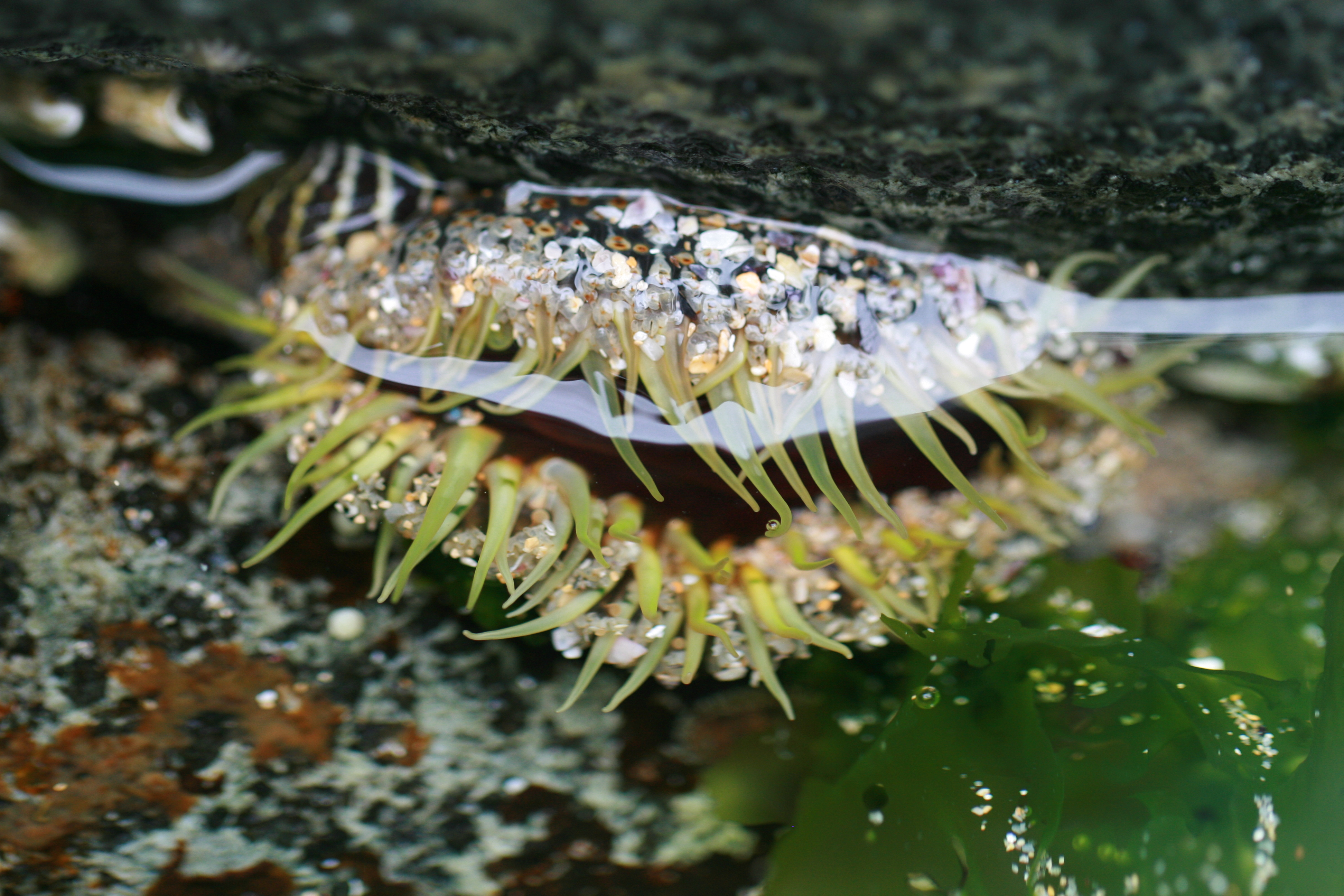
Oulactis muscosa
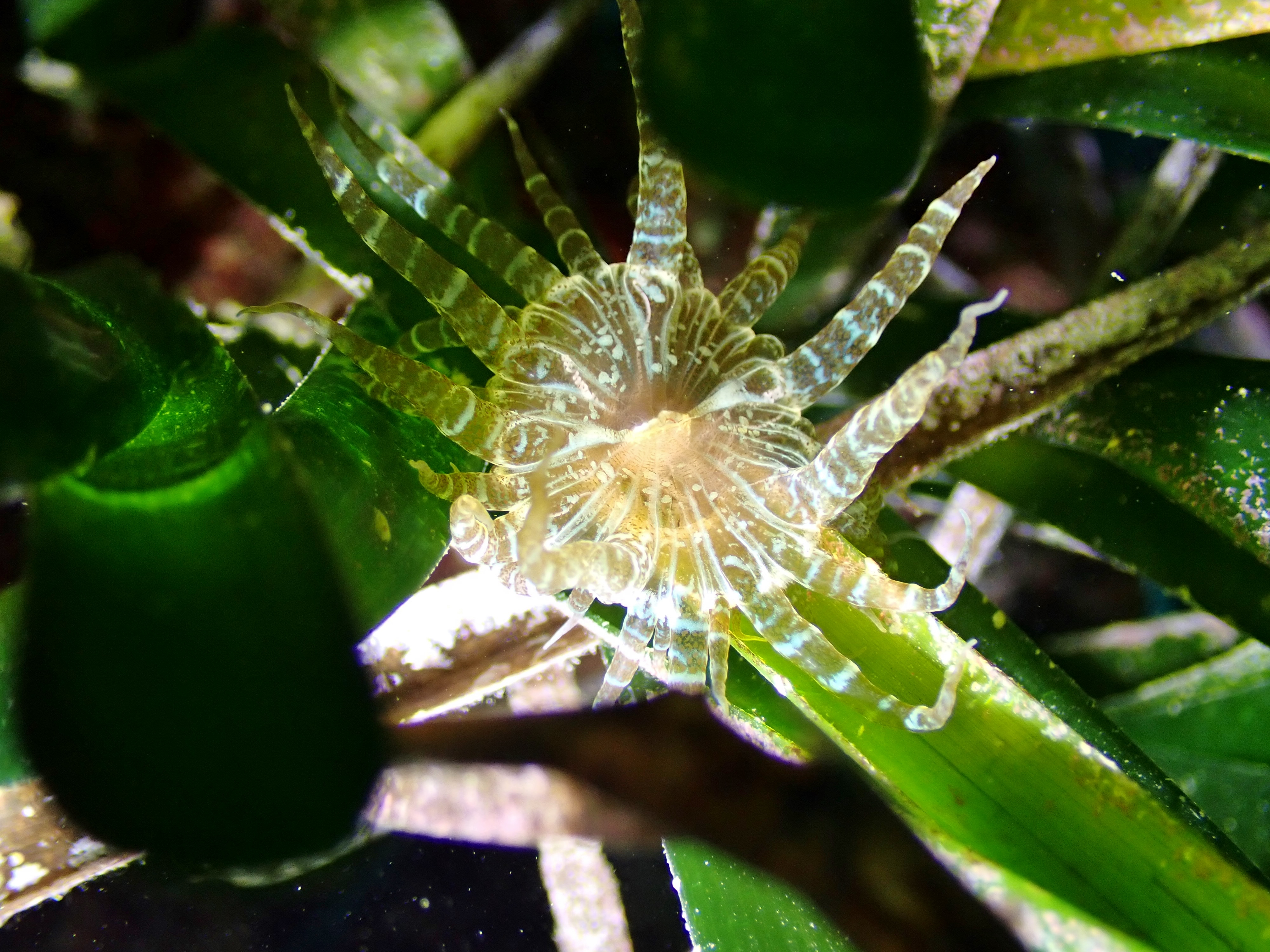
Paranemonia cinerea
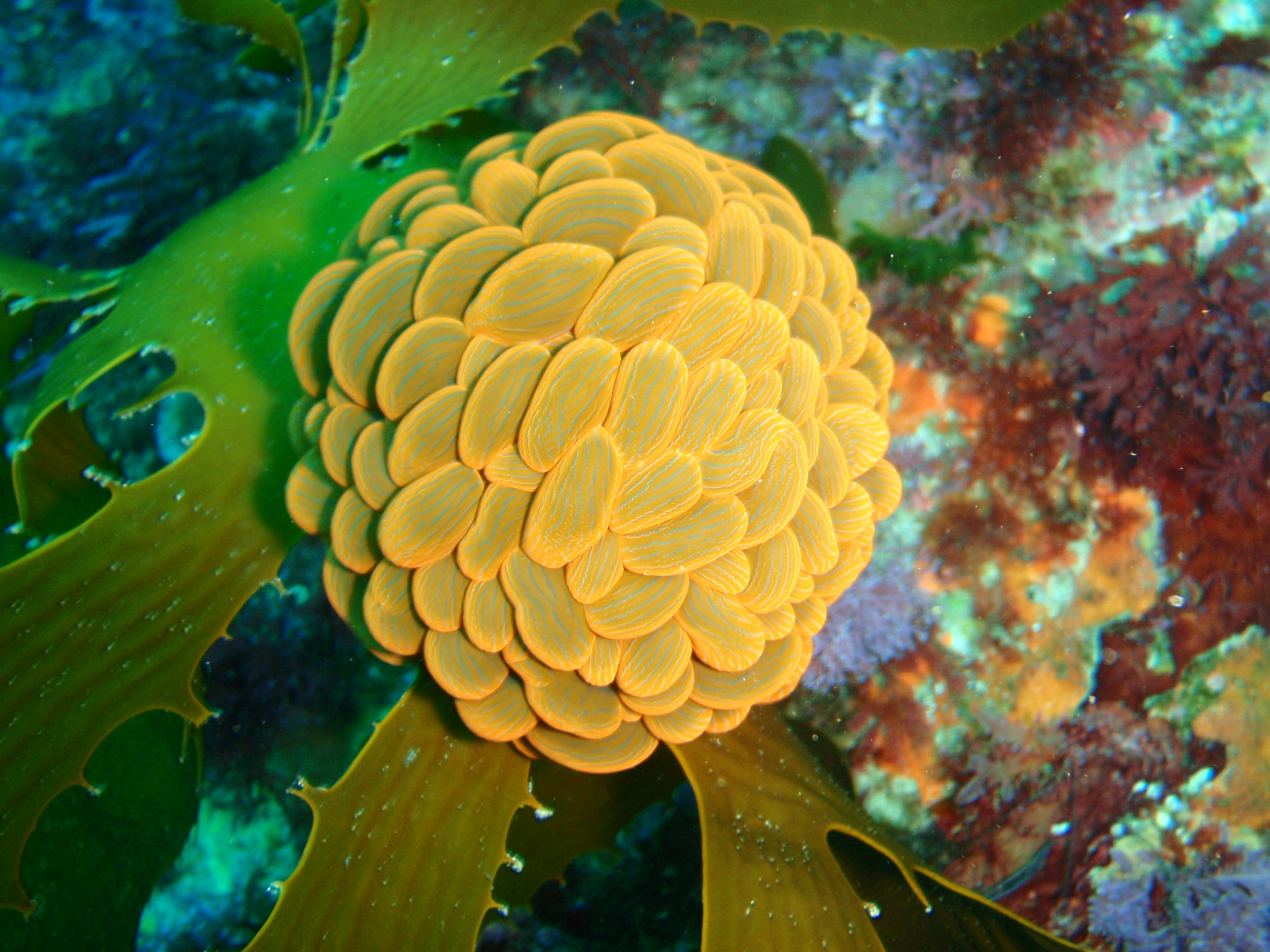
Phlyctenactis tuberculosa
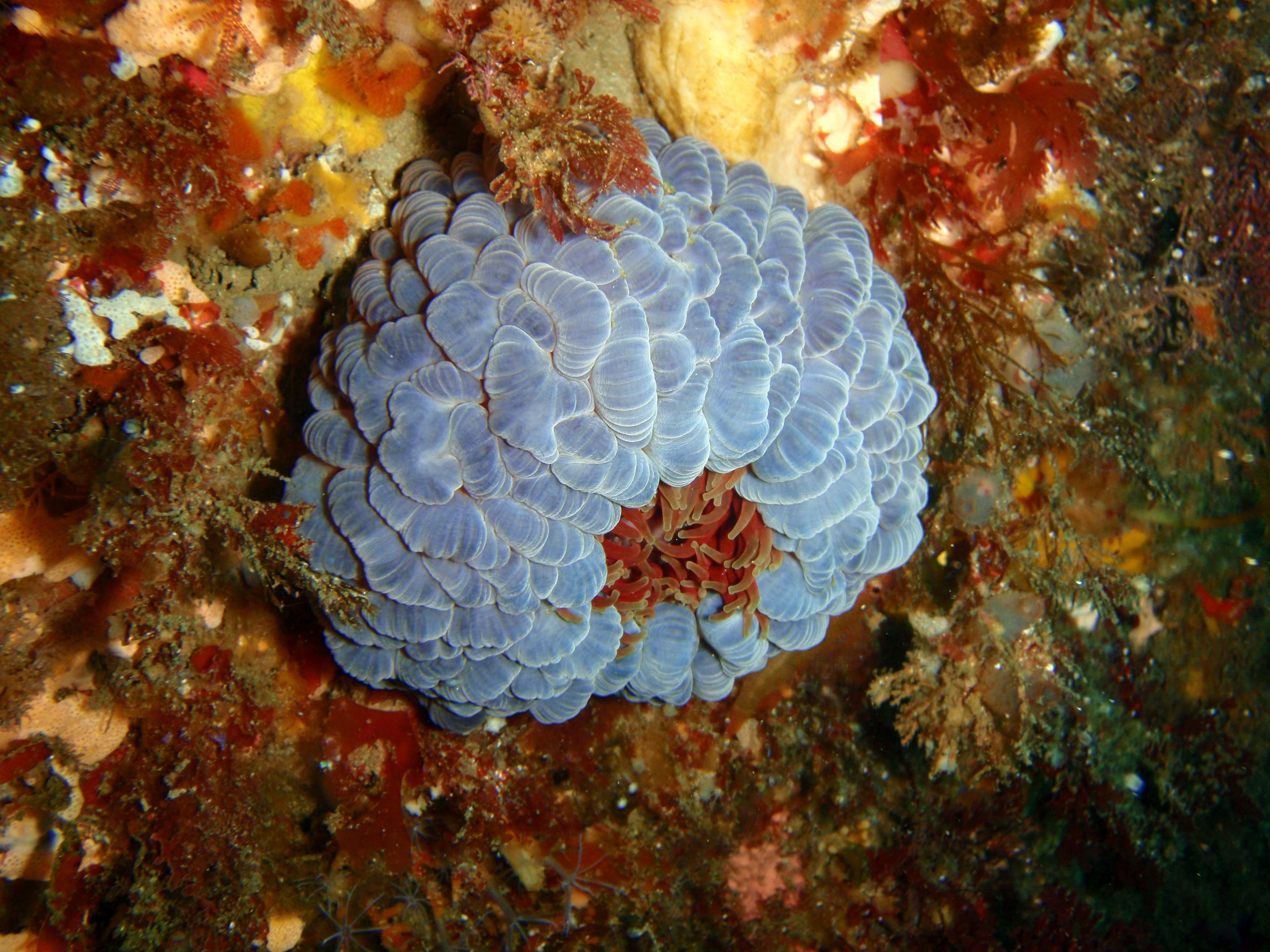
Phlyctenanthus australis
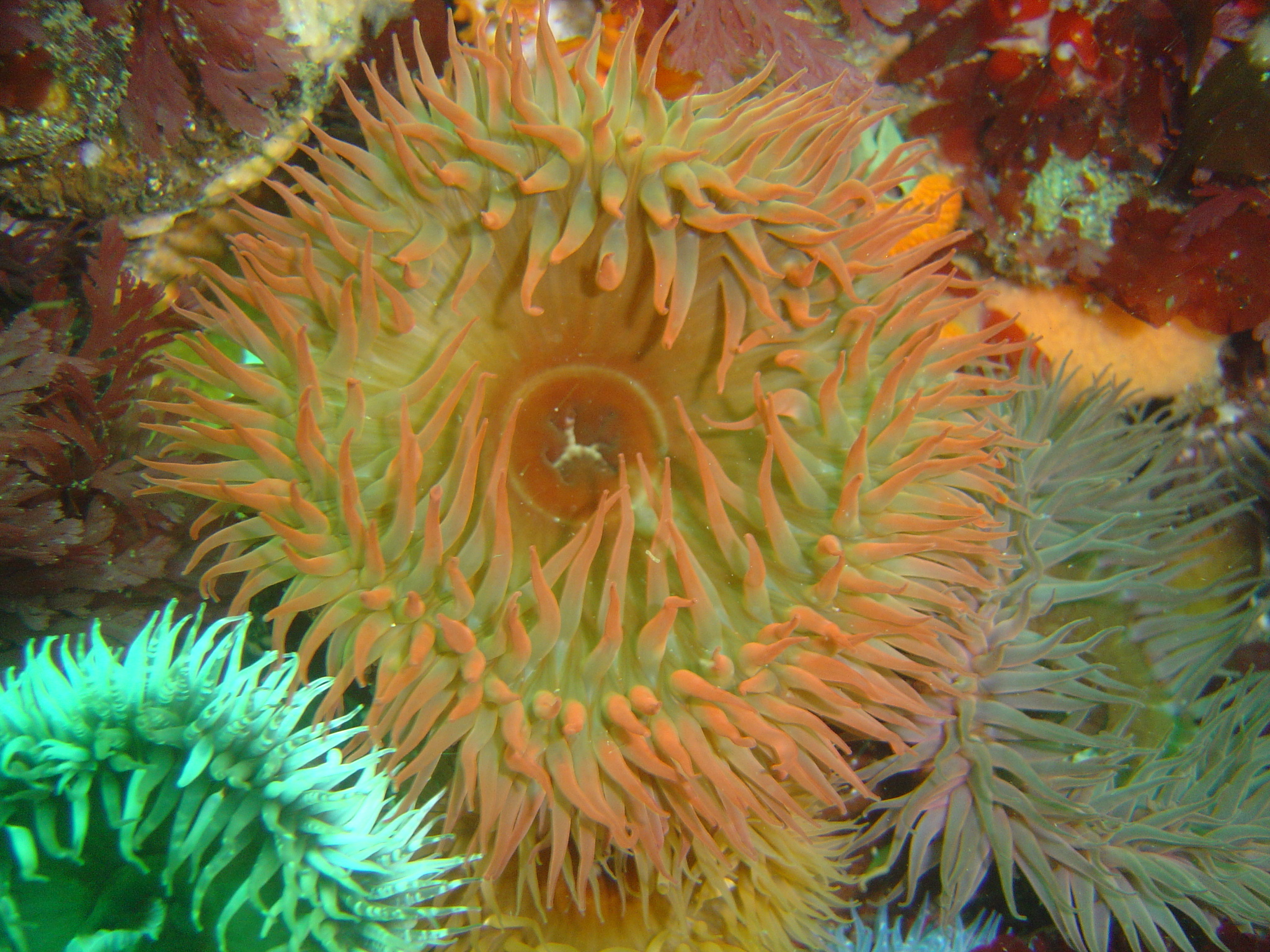
Pseudactinia flagellifera
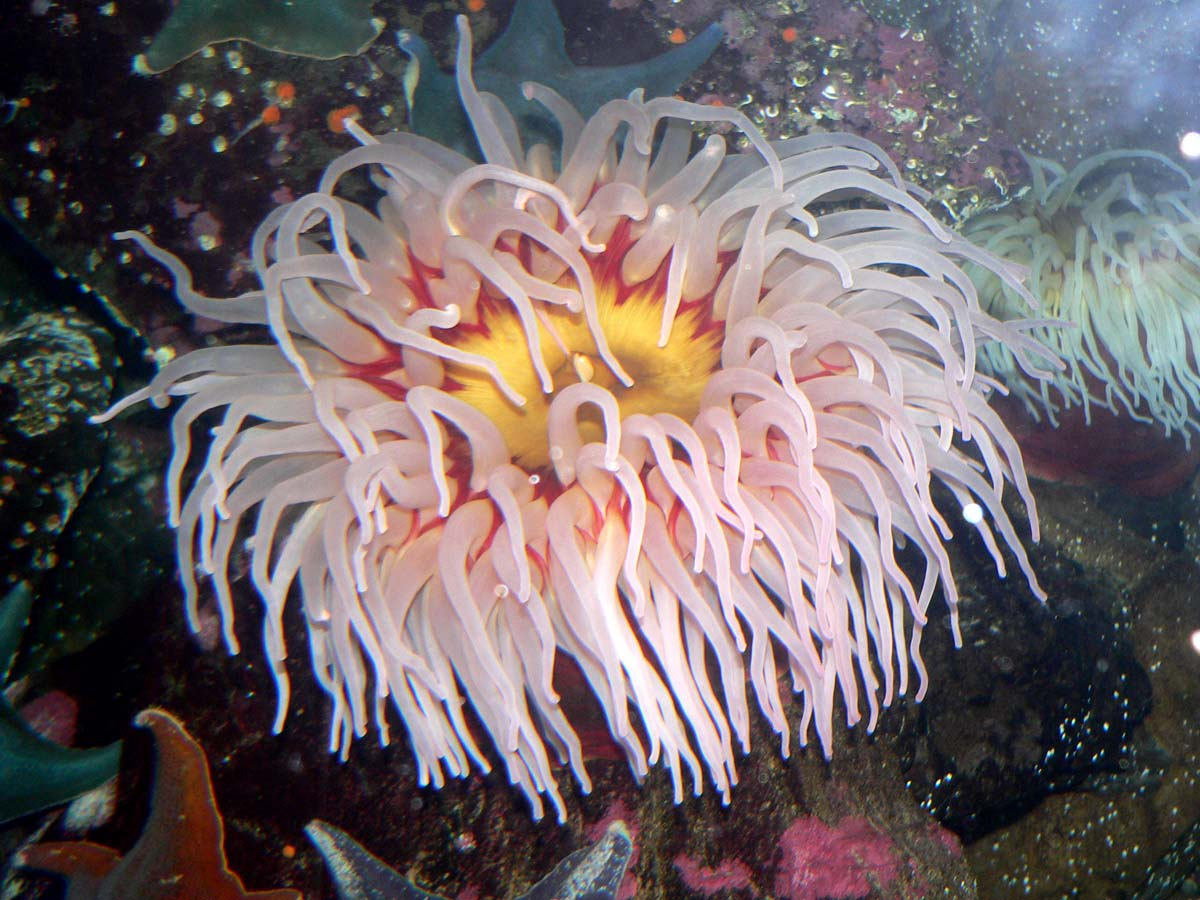
Urticina piscivora